# Abbadia Cerreto
Abbadia Cerreto (Serè in dialetto lodigiano) è un comune italiano di 279 abitanti della provincia di Lodi in Lombardia.
È il secondo comune italiano in ordine alfabetico, preceduto da Abano Terme e seguito da Abbadia Lariana.

## Storia
Il centro si è sviluppato attorno all'Abbazia del Cerreto, fondata nel 1084 da Alberico di Montecassino, di architettura romanico-gotica, la cui torre ottagonale è situata all'incrocio dei bracci dell'altare, dove era collocata la corda utilizzata per suonare le campane.

Fu eretta dai monaci benedettini, passando poi ai monaci cistercensi nel 1131, divenendo commenda nel 1431. Fu soppressa nel 1798.
In età napoleonica (1809-16) Abbadia Cerreto fu frazione di Corte Palasio, recuperando l'autonomia con la costituzione del Regno Lombardo-Veneto.
Ad Abbadia Cerreto si è assistito allo spopolamento delle campagne in favore dei centri industriali, tant'è che la popolazione si è ridotta di oltre il 30% dagli anni cinquanta. Tuttavia dall'anno 2002 si è assistito ad un aumento di popolazione dovuto all'accrescersi di terreni edificabili.
Il nome della località deriva dalla presenza dell'abbazia e dal tipo di alberi frequenti in quella zona, i cerri, della famiglia delle querce.

### Simboli
Lo stemma e il gonfalone del comune di Abbadia Cerreto sono stati concessi con decreto del presidente della Repubblica del 16 ottobre 1954.
Lo stemma è troncato e riprende nella parte superiore l'emblema dell'antica abbazia: una gru con la sua vigilanza. La mitra, il pastorale e la croce sono insegne degli abati. Le due fasce ondate sulla campagna verde simboleggiano l'Adda che scorre a poca distanza e che genera l'ampia zona umida e fertile che costituisce il territorio del comune che fa parte del parco dell'Adda Sud.
Il gonfalone è un drappo partito di azzurro e di verde.

## Monumenti e luoghi d'interesse
Dell'abbazia resta solamente la chiesa dei Santi Pietro e Paolo (XII secolo), pregevole costruzione in laterizio sormontata da una torre ottagonale.

## Società

### Evoluzione demografica
Del totale di abitanti di Abbadia Cerreto il numero di over 65 è di 72, mentre gli over 85 sono in totale 11. Abitanti censiti

### Etnie e minoranze straniere
Al 31 dicembre 2023 gli stranieri residenti nel comune di Abbadia Cerreto in totale sono 19, pari al 6,93% della popolazione.
Le nazionalità maggiormente rappresentate sono:
| Pos. | Cittadinanza | Popolazione |
| ---- | ------------ | ----------- |
| 1    | India        | 7           |
| 2    | Egitto       | 5           |
| 3    | Romania      | 3           |
| 4    | Albania      | 2           |

## Geografia antropica
Secondo lo statuto comunale, il territorio comunale comprende il centro abitato di Abbadia Cerreto e le località di Cantarana, Isella San Cipriano, Mirabellino e Padule.
Secondo l'ISTAT, il territorio comunale comprende il centro abitato di Abbadia Cerreto e le località di Isella e San Cipriano.

## Economia
L'economia locale si basa prevalentemente sull'agricoltura, oltre a un'officina meccanica, un ristorante e altri piccoli esercizi commerciali.

Per il resto c'è pendolarismo su Milano e Lodi.

## Infrastrutture e trasporti
Il comune è attraversato dalla strada provinciale 124 ed è servito da alcune linee di autobus di STAR Mobility.

## Amministrazione

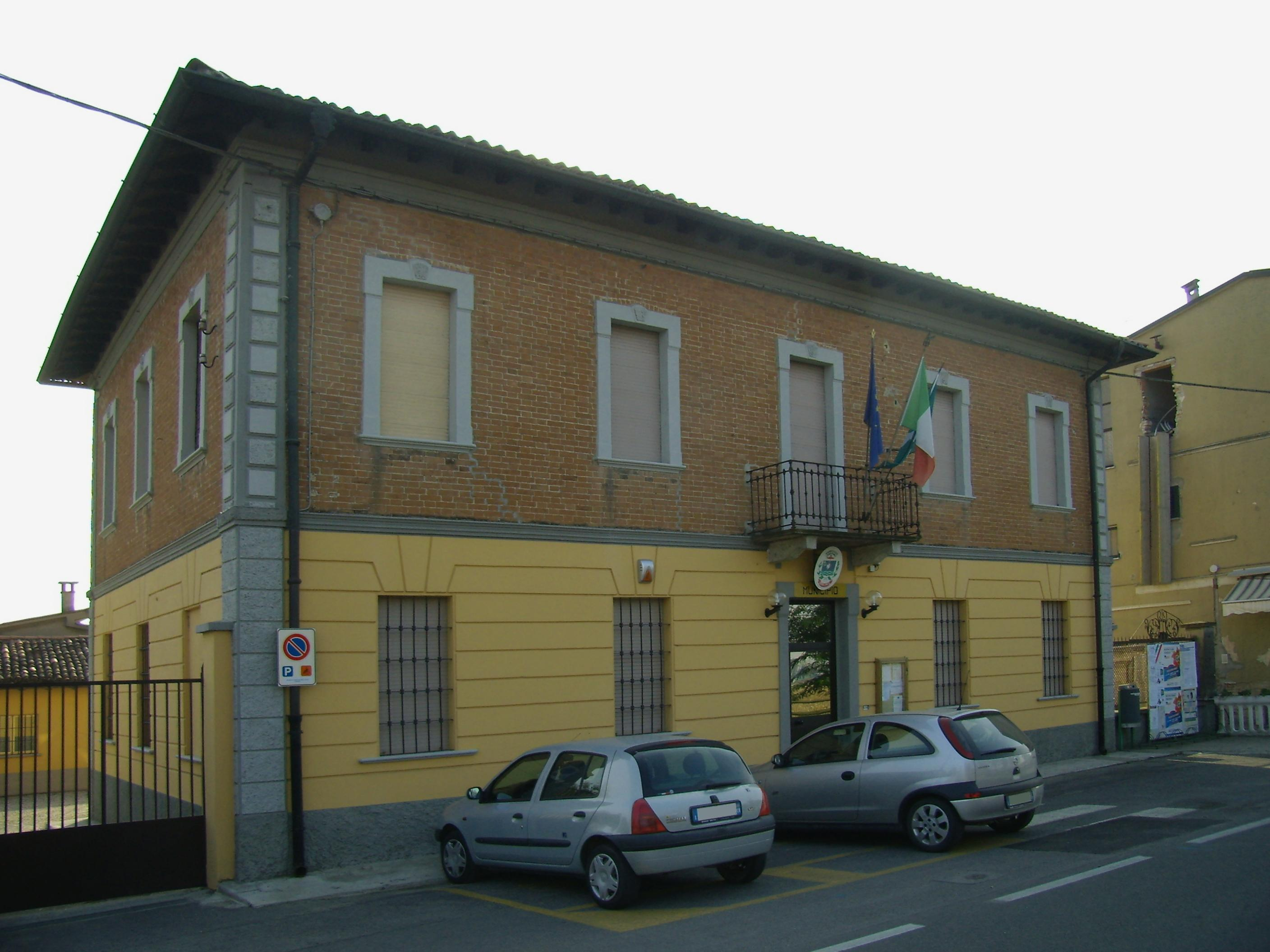
Il municipio

Segue un elenco delle amministrazioni precedenti.
| Periodo        | Periodo        | Primo cittadino  | Partito                                              | Carica  | Note |
| -------------- | -------------- | ---------------- | ---------------------------------------------------- | ------- | ---- |
| 1945           | 1946           | Enrico Robbiati  |                                                      | Sindaco |      |
| 1946           | 1951           | Giuseppe Sabbia  |                                                      | Sindaco |      |
| 1951           | 1970           | Emilio Sagrada   |                                                      | Sindaco |      |
| 1970           | 1985           | Pietro Zanelli   |                                                      | Sindaco |      |
| 1985           | 1995           | Aleardo Cucchi   | Democrazia Cristiana                                 | Sindaco |      |
| 23 aprile 1995 | 12 giugno 2004 | Marino Galmozzi  | lista civica                                         | Sindaco |      |
| 12 giugno 2004 | 25 maggio 2014 | Adriano Cucchi   | lista civica, (Abbadia Democratica)                  | Sindaco |      |
| 25 maggio 2014 | 10 giugno 2024 | Agostina Marazzi | lista civica di centrosinistra (Abbadia Democratica) | Sindaco |      |
| 10 giugno 2024 | in carica      | Danilo Denti     | lista civica (Insieme per Abbadia)                   | Sindaco |      |

### Altre informazioni amministrative
Abbadia Cerreto forma con la limitrofa Corte Palasio l'Unione di comuni "Oltre Adda Lodigiano".